# Hohenstein (Baden-Württemberg)
Hohenstein è un comune tedesco di 3 718 abitanti, situato nel land del Baden-Württemberg.